# عضلة سدادية غائرة
العضلة السدادية الغائرة (بالإنجليزية: Obturator internus muscle)‏ ينبع منشأ العضلة من الغشاء السدادي والإسك بجانب الغشاء وحافة عظم العانة.